# Gentilly
Gentilly is een gemeente in het Franse departement Val-de-Marne (regio Île-de-France) en telt 16.118 inwoners (1999). De plaats maakt deel uit van het arrondissement L'Haÿ-les-Roses.

## Geografie
De oppervlakte van Gentilly bedraagt 1,2 km², de bevolkingsdichtheid is 13431,7 inwoners per km².
De onderstaande kaart toont de ligging van Gentilly met de belangrijkste infrastructuur en aangrenzende gemeenten.

## Demografie
Onderstaande figuur toont het verloop van het inwonertal (bron: INSEE-tellingen).

## Maison R.Doisneau
Het Maison de la Photographie Robert-Doisneau is een fototentoonstellingscentrum dat werd geopend in april 1996, gelegen aan de 1ste rue de la Division-du-General-Philippe Leclerc de Hauteclocque in Gentilly.

## Geboren
- Robert Doisneau (1912-1994), fotograaf
- Sophie Marceau (1966), actrice en filmregisseuse